# کرم خوشه‌خوار ذرت
شب‌پره خوشه‌خوار ذرت، کرم خوشه‌خوار ذرت، کرم بلال ذرت یا کرم هلیوتیس (به انگلیسی: Helicoverpa zea) که معمولاً به عنوان کرم گوش ذرت شناخته می‌شود، گونه ای (که قبلاً در گونه Heliothis بود) از خانواده شاپرکان جغدی است. لارو شب‌پره Helicoverpa zea یک آفت عمده کشاورزی است. از آنجایی که در مرحله لاروی چند خوار است (از گیاهان مختلف تغذیه می‌کند)، به این گونه نام‌های مشترک بسیاری داده شده‌است، از جمله کرم غوزه پنبه و کرم میوه گوجه فرنگی. همچنین انواع مختلفی از محصولات دیگر را مصرف می‌کند.
این گونه به‌طور گسترده در سراسر قاره آمریکا به استثنای شمال کانادا و آلاسکا پراکنده‌است. به بسیاری از آفت کش‌ها مقاوم شده‌است، اما می‌توان آن را با تکنیک‌های مدیریت یکپارچه آفات از جمله شخم عمیق، محصولات تله‌ای، کنترل شیمیایی با استفاده از روغن معدنی و کنترل بیولوژیک آفات مهار کرد.
این گونه به صورت فصلی، در شب مهاجرت می‌کند و می‌توان آن را تا ۴۰۰ کیلومتر به سمت پایین باد برد. شفیره‌ها می‌توانند از میان‌آسایی برای انتظار شرایط نامطلوب محیطی، به ویژه در عرض‌های جغرافیایی بالا و در خشکسالی استفاده کنند.

## نگارخانه

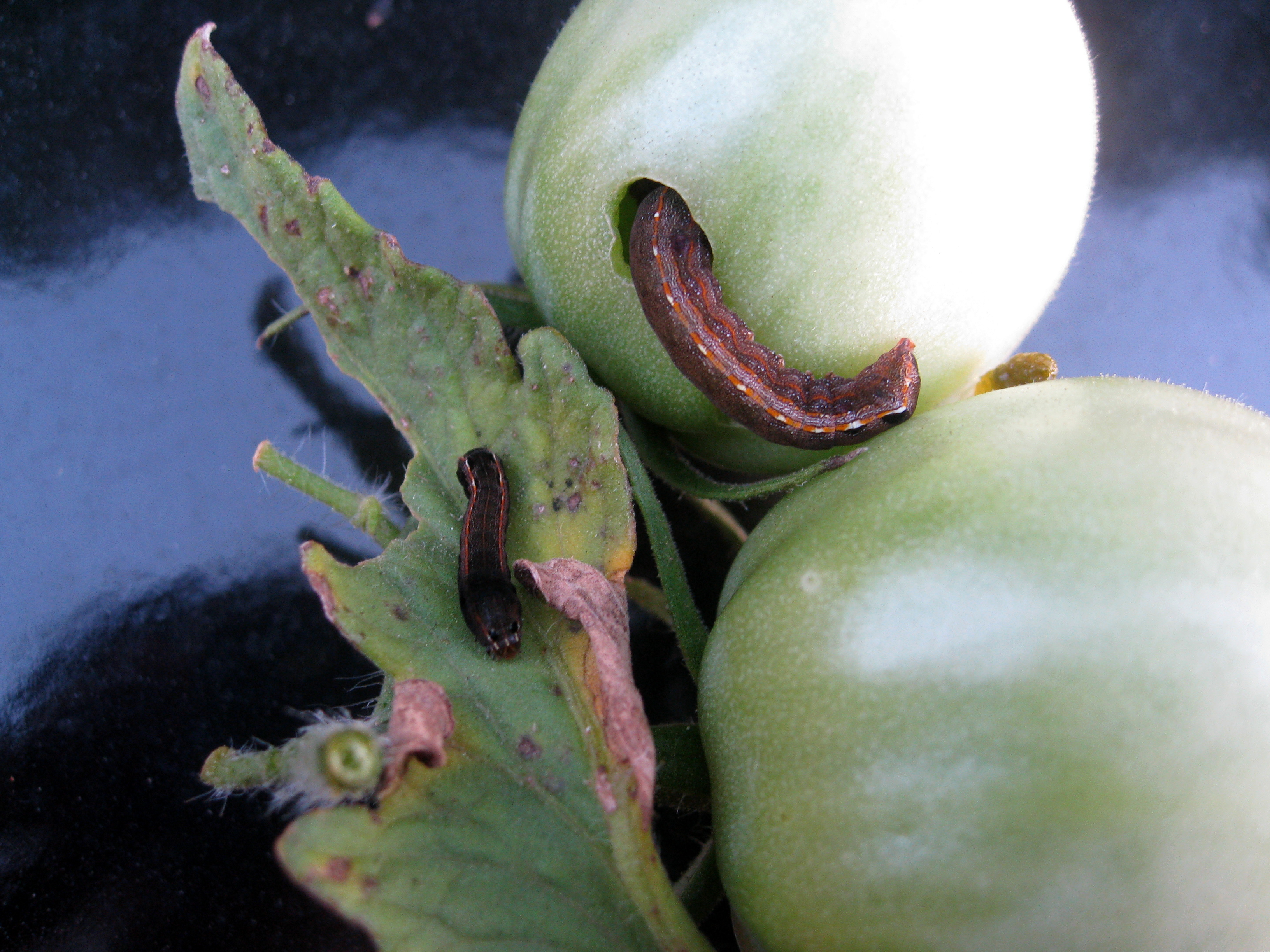
کرم میوه گوجه فرنگی در حال خوردن یک گوجه فرنگی نارس
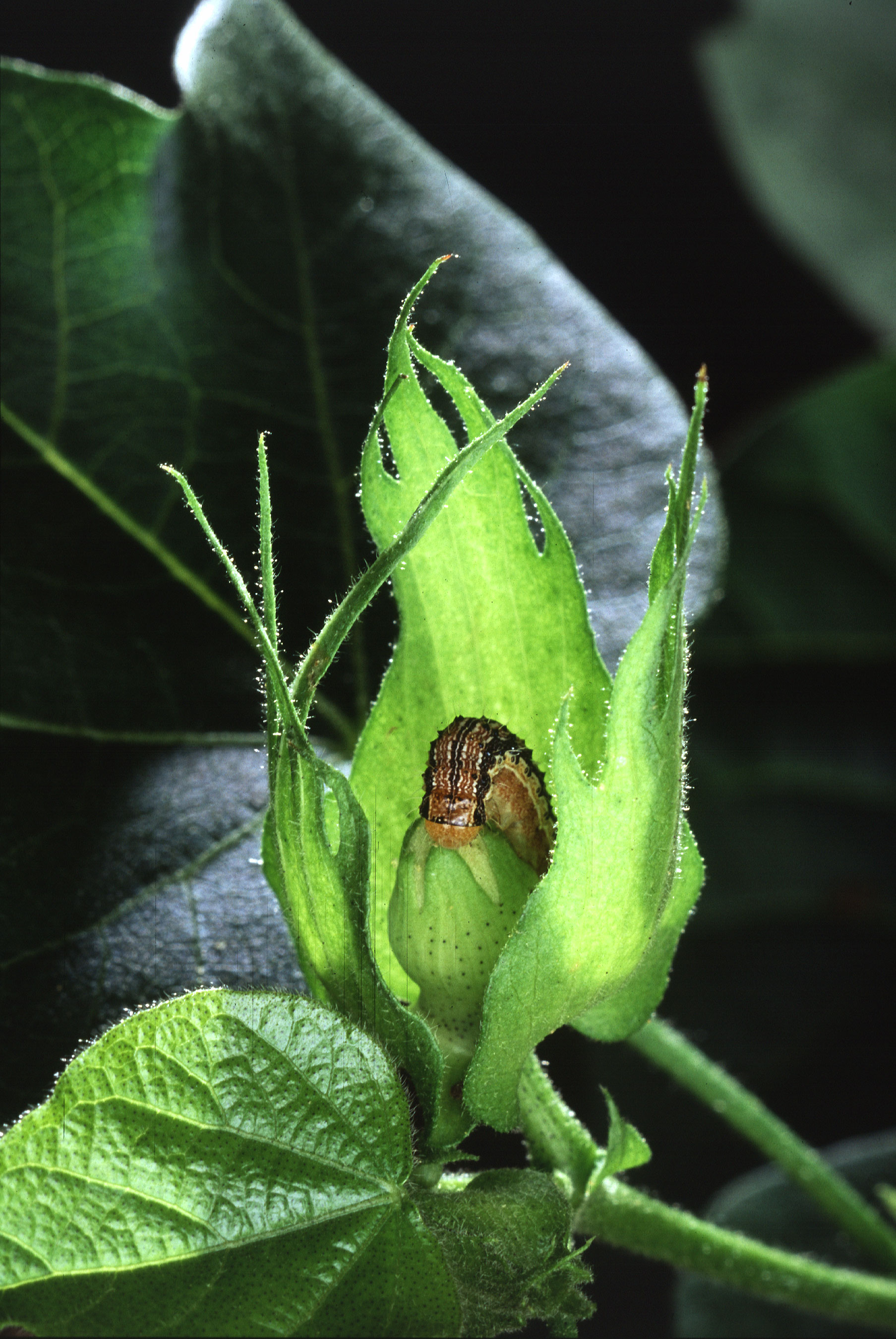
کرم غوزه پنبه ای غوزه را می‌خورد
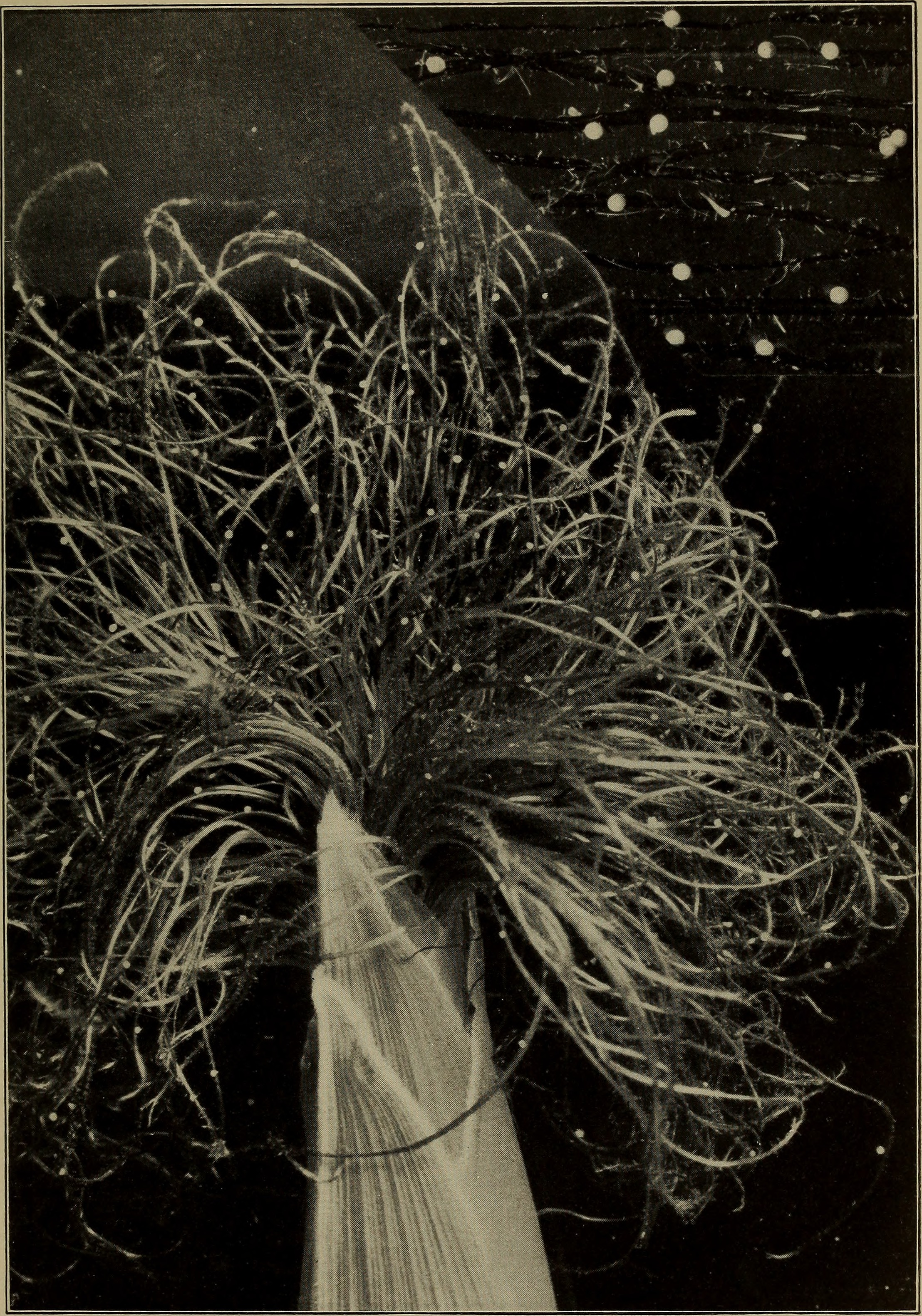
تخم کرم غوزه روی ابریشم خوشه ذرت چسبیده‌است
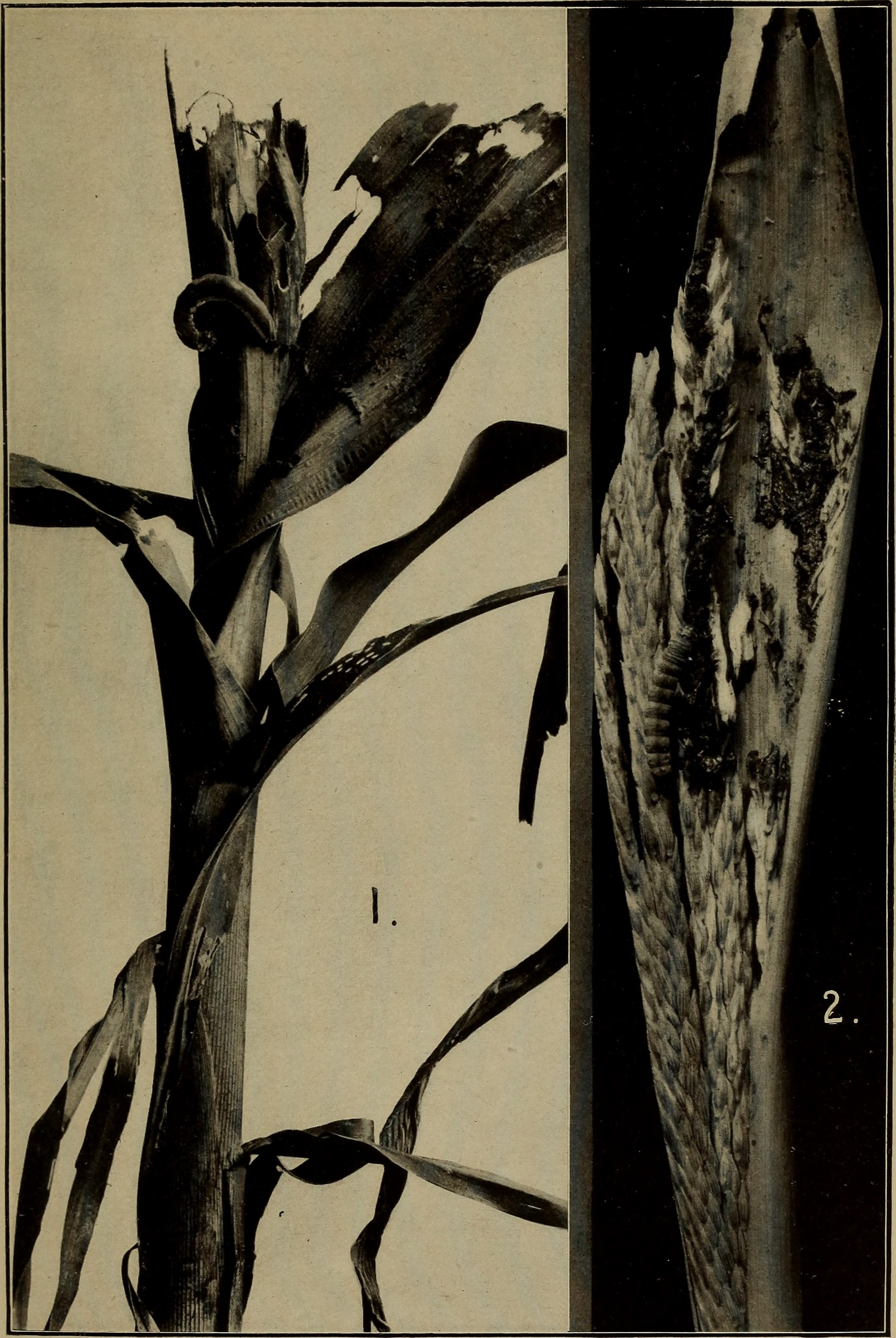
جوانه و منگوله ذرت
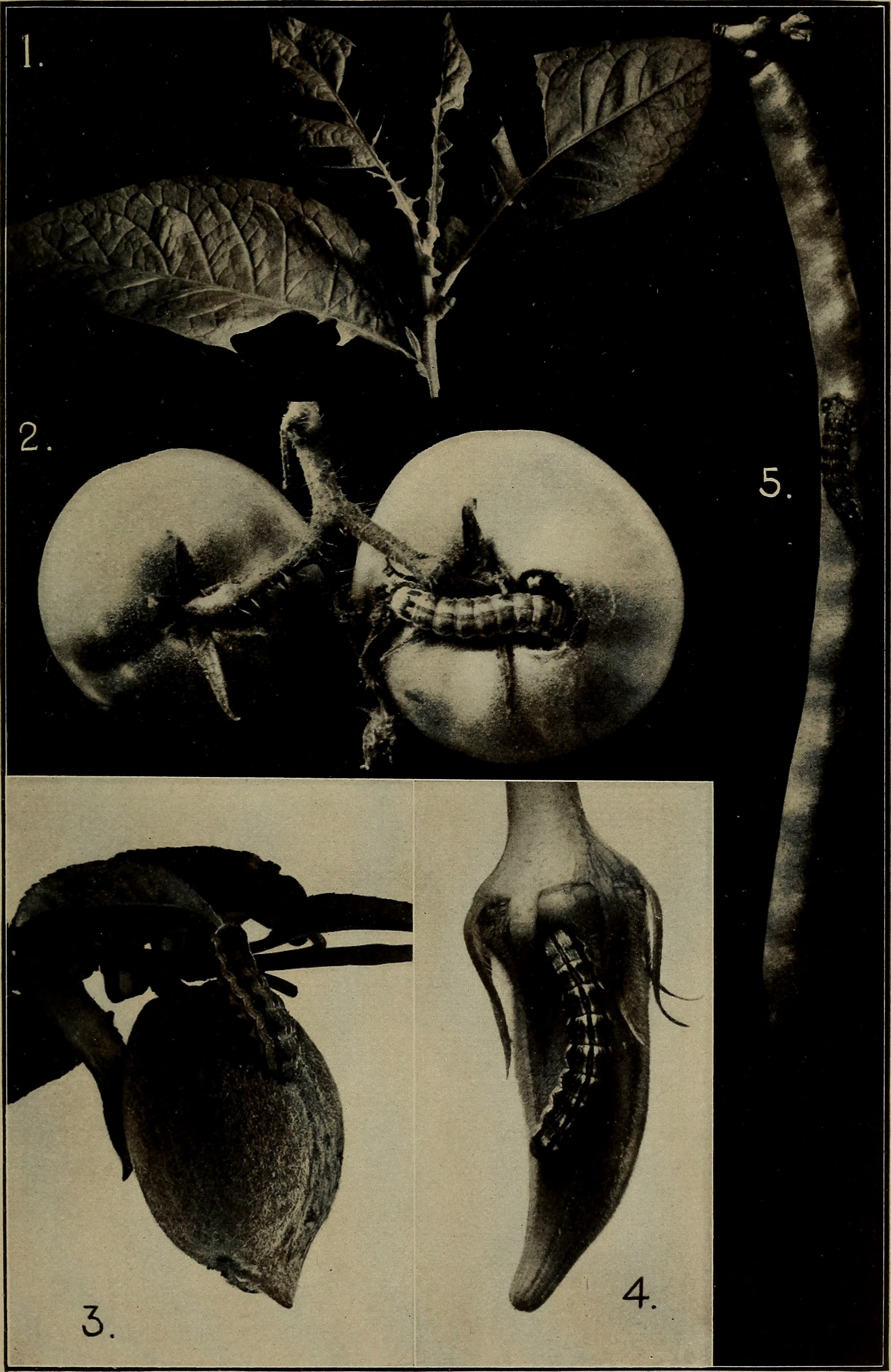
1) گیاه تنباکو؛ ۲) میوه گوجه سبز؛ ۳) هلو سبز؛ ۴) غلاف بامیه. ۵) غلاف لوبیا چشم بلبلی.